# Fresney-le-Vieux

Fresney-le-Vieux este o comună în departamentul Calvados, Franța. În 1 ianuarie 2022 avea o populație de 324 de locuitori.